# Кьюз, Карлтон
Карлтон Кьюз (англ. Carlton Cuse, род. 22 марта 1959, Мехико, Мексика) — американский сценарист и продюсер, наиболее известен как соавтор и исполнительный продюсер популярного американского телесериала «Остаться в живых».

## Биография
Карлтон Кьюз родился 22 марта 1959 года в Мехико. Родившись в Мексике, Кьюз рос в Бостоне и Оранж Каунти, Калифорния. Кьюз был воспитанником школы Патни. Затем он поступил в Гарвардский университет, окончив университет со степенью по американской истории.

### Карьера
Свою карьеру в полнометражных фильмах Кьюз начинал, работая ассистентом продюсера. Затем он стал партнёром сценариста Джеффри Боама. Их тандем внёс свой вклад в фильмы «Смертельное оружие 2», «Смертельное оружие 3» и «Индиана Джонс и последний крестовый поход». На телевидение Кьюз начал работу в сериале Майкла Манна «Криминальные истории». Он стал одним из создателей и исполнительным продюсером успешного среди критиков сериала «Приключения Бриско Каунти-младшего». Карлтон Кьюз также является создателем и исполнительным продюсером всех шести сезонов сериала «Детектив Нэш Бриджес».

## Избранная фильмография

### Сценарист
- Остаться в живых (телесериал) (2004—2010)
- Черный пояс (сериал) (2003)
- Китайский городовой (сериал) (1998—2000)
- Детектив Нэш Бриджес (сериал) (1996—2001)
- Приключения Бриско Каунти-младшего (сериал) (1993—1994)
- Криминальные истории (сериал) (1986—1988)

### Продюсер
- Остаться в живых (сериал) (2004—2010)
- Черный пояс (сериал) (2003)
- Китайский городовой (сериал) (1998—2000)
- Детектив Нэш Бриджес (сериал) (1996—2001)
- Приключения Бриско Каунти-младшего (сериал) (1993—1994)